# Sigara sigmoidea
Sigara sigmoidea är en insektsart som först beskrevs av Abbott 1913.  Sigara sigmoidea ingår i släktet Sigara och familjen buksimmare. Inga underarter finns listade i Catalogue of Life.